# Resolutie 1179 Veiligheidsraad Verenigde Naties
Resolutie 1179 van de Veiligheidsraad van de Verenigde Naties werd op 29 juni 1998 aangenomen door de VN-Veiligheidsraad met unanimiteit van stemmen.

## Achtergrond
Nadat in 1964 geweld was uitgebroken tussen de Griekse- en Turkse bevolkingsgroep op Cyprus stationeerden de VN de UNFICYP-vredesmacht op het eiland. Die macht wordt sindsdien om het half jaar verlengd. In 1974 bezette Turkije het noorden van Cyprus na een Griekse poging tot staatsgreep. In 1983 werd dat noordelijke deel met Turkse steun van Cyprus afgescheurd. Midden 1990 begon het toetredingsproces van (Grieks-)Cyprus tot de Europese Unie, maar de EU erkende de Turkse Republiek Noord-Cyprus niet.

## Inhoud

### Waarnemingen
Alle landen werden opgeroepen de soevereiniteit, onafhankelijkheid en
territoriale integriteit van Cyprus te respecteren. Zo mocht het eiland niet opgedeeld worden of en
een deel samengevoegd met een ander land. Intussen zaten de onderhandelingen over een politieke oplossing al
lange tijd in het slop.

### Handelingen
Dat laatste was onaanvaardbaar. Een oplossing moest wel inhouden dat Cyprus één geheel bleef met twee
gelijkwaardige gemeenschappen in een federatie. De leiders van beide gemeenschappen, en vooral de
Turks-Cyprioten, werden opgeroepen hieraan mee te werken. Secretaris-generaal Kofi Annan
werd ten slotte gevraagd om tegen 10 december te rapporteren over de uitvoering van deze resolutie.

## Verwante resoluties
- Resolutie 1146 Veiligheidsraad Verenigde Naties (1997)
- Resolutie 1178 Veiligheidsraad Verenigde Naties
- Resolutie 1217 Veiligheidsraad Verenigde Naties
- Resolutie 1218 Veiligheidsraad Verenigde Naties

Lijst ·  1147 ·  1148 ·  1149 ·  1150 ·  1151 ·  1152 ·  1153 ·  1154 ·  1155 ·  1156 ·  1157 ·  1158 ·  1159 ·  1160 ·  1161 ·  1162 ·  1163 ·  1164 ·  1165 ·  1166 ·  1167 ·  1168 ·  1169 ·  1170 ·  1171 ·  1172 ·  1173 ·  1174 ·  1175 ·  1176 ·  1177 ·  1178 ·  1179 ·  1180 ·  1181 ·  1182 ·  1183 ·  1184 ·  1185 ·  1186 ·  1187 ·  1188 ·  1189 ·  1190 ·  1191 ·  1192 ·  1193 ·  1194 ·  1195 ·  1196 ·  1197 ·  1198 ·  1199 ·  1200 ·  1201 ·  1202 ·  1203 ·  1204 ·  1205 ·  1206 ·  1207 ·  1208 ·  1209 ·  1210 ·  1211 ·  1212 ·  1213 ·  1214 ·  1215 ·  1216 ·  1217 ·  1218 ·  1219